# Donkey Kong
Donkey Kong (ドンキーコング?, Donkī Kongu) è un videogioco arcade a piattaforme, sviluppato e prodotto dalla Nintendo e uscito nelle sale giochi nel 1981. Successivamente venne convertito per numerosi tipi di computer e console, oltre che come Game & Watch. Primo videogioco dell'omonima serie, vede il debutto dei celebri personaggi di Mario, qui chiamato Jumpman, e Donkey Kong.

## Trama
Jumpman, un coraggioso carpentiere, deve salvare la fidanzata Pauline dal gorilla Donkey Kong, salendo i piani di un palazzo in costruzione ed evitando i vari oggetti che il gorilla gli lancia addosso. La struttura narrativa ricorda la fuga finale di King Kong in cima al grattacielo Empire State Building.

## Modalità di gioco
Ogni livello è costituito principalmente da piattaforme con l'aspetto di travature metalliche e da scale a pioli. Si può saltare per evitare gli oggetti letali che percorrono le piattaforme.
In ogni schermo Jumpman può usare una sola volta ciascuno dei martelli presenti per distruggere gli ostacoli (tranne le molle e Donkey Kong). Una volta raccolto un martello, Jumpman lo usa automaticamente e continuamente per colpire davanti a sé per un breve lasso di tempo, tuttavia non può salire per le scale né saltare finché ha il martello in mano.

### Livelli
- Livello 1 – Jumpman deve scalare un'impalcatura pericolante, con piattaforme leggermente inclinate, evitando allo stesso tempo di essere investito dai barili lanciati da Donkey Kong, che rotolano per gravità lungo le piattaforme. L'altro pericolo è costituito dalle fiammelle, generate dal contenitore d'olio posto all'inizio del percorso ogni volta che i barili più grandi lo raggiungono nel loro rotolare verso il basso: tutte le fiammelle tendono infatti a seguire Jumpman, potendo come lui salire di piattaforma in piattaforma tramite le varie scale.
- Livello 2 – Jumpman deve arrampicarsi su una struttura composta in buona parte da nastri trasportatori. Il principale ostacolo in questo schermo è costituito dalle fiammelle che popolano la scena, cui si aggiungono torte di cemento, presenti solo sui nastri trasportatori. Anche qui le fiammelle vengono prodotte dal contenitore d'olio, che però stavolta si trova al centro dello scenario ed è in continua attività. I nastri trasportatori possono cambiare improvvisamente direzione, quindi Jumpman quando vi si trova sopra deve prestare molta attenzione alle fiammelle e alle torte, e anche evitare di finire trascinato fuori dallo schermo perché in tal caso andrà inesorabilmente persa una vita. In questo livello Donkey Kong ogni tanto si percuote il petto, il che causa la temporanea interruzione delle scale che portano al nastro trasportatore più alto, quello dove appunto agisce il gorilla: Jumpman dovrà pertanto aspettare il momento giusto per l'ultima salita.
- Livello 3 – Jumpman deve salire e scendere tramite alcuni ascensori, tutto questo evitando le fiammelle e le molle rimbalzanti. Queste ultime, che sono il pericolo più grande del livello (anche per il fatto che non è possibile distruggerle a martellate), irrompono dalla parte superiore per poi cadere sull'ascensore più a destra. Le fiammelle invece qui appaiono dal nulla in qualunque punto, e non ve ne sono mai più di 2. Anche gli ascensori possono costituire un pericolo: Jumpman infatti morirà se vi si trova ancora sopra quando questi toccano il punto più alto o quello più basso.
- Livello 4 – È il livello conclusivo; le fiammelle rimangono ancora una volta l'ostacolo principale. Anche qui esse si materializzano improvvisamente ovunque, ma stavolta il loro numero è sempre pari a 5 (ogni volta che viene eliminata una fiammella ne apparirà dunque una nuova). Jumpman deve rimuovere le otto "chiavi di volta" che sorreggono il piano su cui si trova Donkey Kong, dopodiché lo scimmione cadrà dalla struttura e il nostro eroe potrà finalmente riabbracciare Pauline.

In tutti e quattro i livelli Jumpman può perdere la vita se cade da una grande altezza.
La musica che accompagna la vittoria di Jumpman si alterna fra i livelli 1 e 2.

Volantino del gioco.

Nella versione originale giapponese, gli schemi seguono semplicemente l'ordine descritto sopra; nella versione statunitense invece la sequenza varia con ogni livello nel modo seguente:
- Livello 1 – 1 e 4. Bonus massimo 5000 per schermo.
- Livello 2 – 1, 3 e 4. Bonus massimo 6000 per schermo.
- Livello 3 – 1, 2, 3 e 4. Bonus massimo 7000 per schermo.
- Livello 4 – 1, 2, 1, 3 e 4. Bonus massimo 8000 per schermo.
- Livello 5 e superiori – 1, 2, 1, 3, 1 e 4. Bonus massimo 8000 per schermo.

I livelli diventano progressivamente sempre più difficili grazie ad alcune piccole variazioni come per esempio traiettorie più imprevedibili per barili e molle, o fiammelle più veloci. Il XXII livello è conosciuto come "kill screen" (ovvero "schema della morte"); per un errore di programmazione del gioco originale, il bonus timer viene impostato a 400, impedendo così anche ai giocatori più abili di completare il livello. Esistono alcune patch non ufficiali per risolvere il problema.
Il secondo livello è stato omesso nella versione Nintendo Entertainment System e in altre console, come l'Atari 7800.

### Punteggio
Elenco del valore in punti di ogni azione:
- Saltare oltre i barili:
  - Un barile – 100 punti
  - Due barili – 300 punti
  - Tre barili – 500 punti
  - Quattro o più barili – 800 punti
- Saltare sopra le fiammelle: 100 punti
- Saltare sopra le torte di cemento: 100 punti
- Prendere a martellate gli ostacoli distruttibili (barili, fiammelle, torte di cemento): 300, 500 o 800 punti
- Raccogliere oggetti:
  - Livello 1 – 300 punti.
  - Livello 2 – 500 punti.
  - Livello 3 e superiori - 800 punti.
- Rimuovere una "chiave":  300 punti.
- Completare un livello:  Bonus in base al tempo restante.

In tutti i livelli, ad esclusione del primo, Jumpman può collezionare alcuni oggetti – un ombrello, un cappello ed una borsa – per ricevere quindi un sostanzioso bonus. Il giocatore ha all'inizio tre Jumpman (nella versione arcade il numero di vite può variare in base alle impostazioni della macchina). Un Jumpman bonus viene guadagnato con il raggiungimento di 7.000 punti.

## Storia

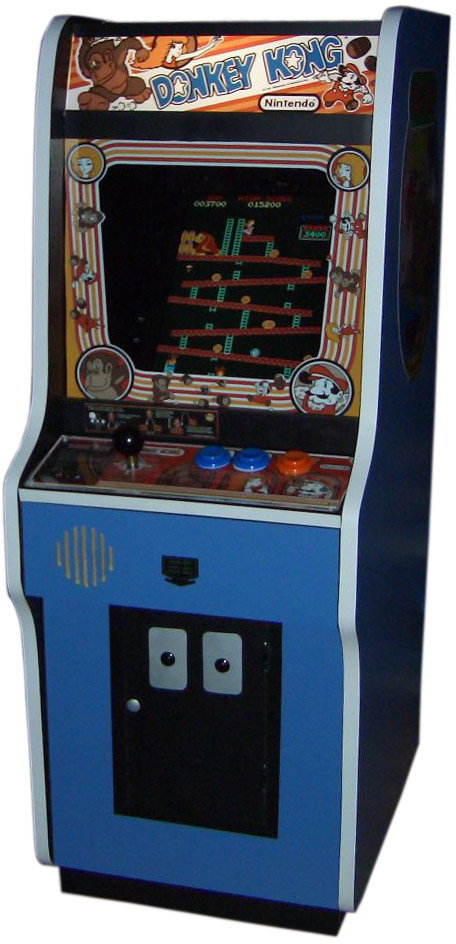
Versione da sala giochi di Donkey Kong.

L'origine del nome di Donkey Kong è stata al centro di molte leggende, prima fra tutte quella che vuole che il nome "Donkey" derivi da un errato invio del fax che sostituì a una ovvia "M" (che formava il nome "Monkey", scimmia) una più improbabile "D".
Il nome "Donkey" non è frutto di un errore casuale, ma di una scelta volontaria, sebbene inappropriata, del suo creatore: egli infatti, intenzionato a trovare un equivalente elegante di "gorilla testardo" in inglese, scelse fra i tanti sinonimi della parola "testardo" proprio donkey che nei dizionari compare come metafora, in quanto significa "asino" (similmente al modo di dire italiano "Testardo come un mulo"), mentre Kong è un riferimento a King Kong.
Donkey Kong nasce solo a causa del fallimento di un gioco uscito precedentemente, Radar Scope. Il gioco dello scimmione fu infatti un rimpiazzo per i vecchi cabinati rimasti invenduti. La divisione americana della Nintendo non si aspettava da questo videogioco il successo che ha poi generato.
Il gioco fu ideato da un designer alle prime armi, Shigeru Miyamoto, il quale però riuscì a creare due fra i personaggi più rappresentativi del mondo videoludico, Mario e Donkey Kong.
Nel team di sviluppo erano presenti anche Gunpei Yokoi e Hirokazu Tanaka, rispettivamente alla programmazione e alle musiche.
Il gioco costò alla Nintendo una causa per plagio contro la Universal. Quest'ultima infatti accusava la grande casa giapponese di aver rubato l'idea dal loro film, ovvero il famosissimo King Kong. La Nintendo riuscì però a vincere la causa, ottenendo dalla Universal un risarcimento, nonché il rimborso delle spese legali.

## Aspetti tecnici

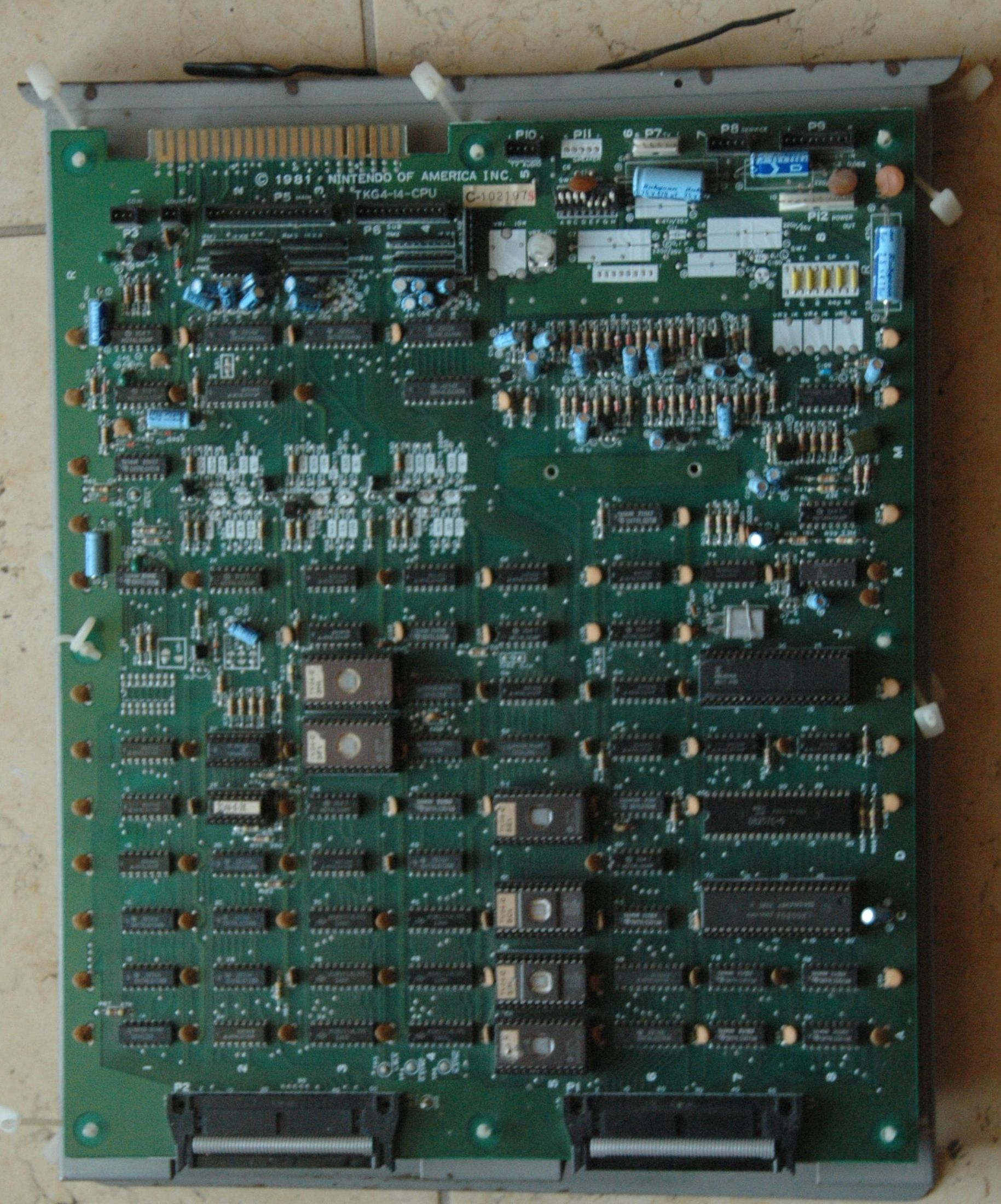
La prima delle due schede del set per cabinato da bar di tipo upright

Nintendo proponeva Donkey Kong in versione videogioco arcade sia nella versione con cabinato classico di tipo upright (quelli verticali) che in versione cocktail (quelli a forma di tavolino). I due tipi di cabinati disponevano di diversi spazi interni, pertanto Nintendo si è trovata costretta a fabbricare due tipi di schede logiche per questo gioco, da utilizzare a seconda della tipologia del cabinato nel quale erano destinate ad essere installate. Il set per cabinati normali consisteva in due schede logiche interconnesse tra di loro mediante due cavi di tipo flat mentre quello per cabinati cocktail consisteva in 4 schede (più piccole) interconnesse sempre allo stesso modo, ma il gioco non rispetta lo standard JAMMA.

## La serie
Il gioco, nella sua versione arcade, avrà due seguiti: Donkey Kong Jr. (1982) e Donkey Kong 3 (1983).
La serie Donkey Kong tuttavia continuerà nei decenni successivi con numerosi titoli per varie piattaforme e di diversi generi.
Dal videogioco venne tratto ufficialmente anche un gioco da tavolo pubblicato dalla MB (Milton Bradley Company) nel 1982, dal titolo omonimo. Il videogioco ispirò inoltre una canzone cantata da Buckner & Garcia intitolata Do The Donkey Kong e pubblicata nell'album Pac-Man Fever.

## Versioni
- Console:
  - ColecoVision (1982)
  - Intellivision (1982)
  - Atari 2600 (1983)
  - Atari 7800 (1988)
  - Game Boy (1994)
  - Nintendo Famicom

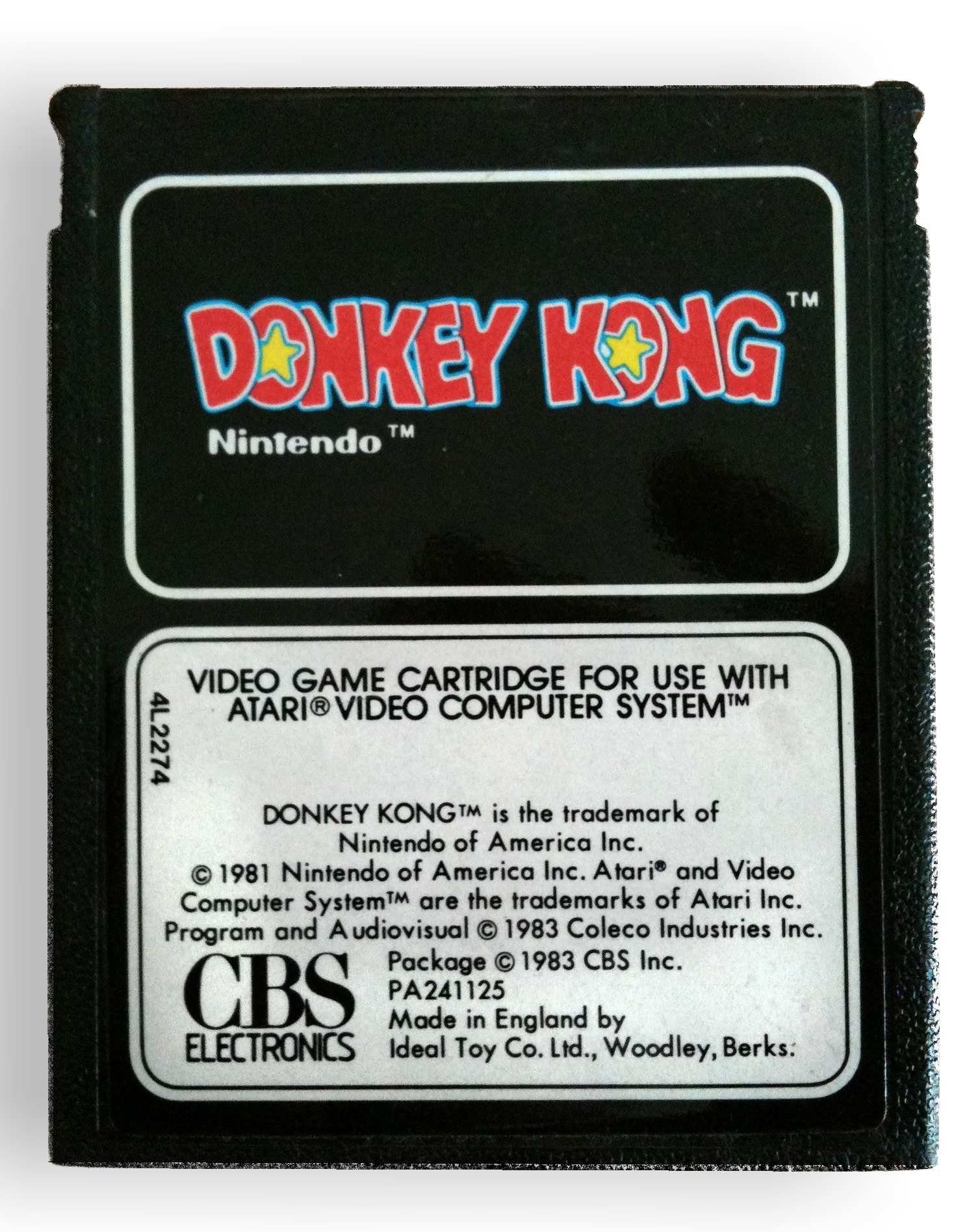
La cartuccia per Atari 2600

  - Game Boy Advance (2004, Famicom Mini Series)
  - Wii (preinstallato nel pack dedicato ai 25 anni di Super Mario)
- Computer, pubblicate nel 1983 dalla Atarisoft e nel 1986 dalla Ocean Software:
  - Commodore VIC-20 (1983)
  - Atari 800 (1983)
  - Apple II (1983)
  - TI-99/4A (1983)
  - PC booter (1983)
  - Commodore 64: in questo caso uscirono due conversioni ufficiali, sia della Atarisoft (1983) sia della Ocean (1986)
  - Amstrad CPC (1986)
  - ZX Spectrum (1986)
  - MSX (1986)

Il gioco ricompare inoltre, giocabile, all'interno di Donkey Kong 64. Il terzo livello di Donkey Kong appare come scenario di lotta in Super Smash Bros. Brawl sotto il nome di 75 m.
Donkey Kong venne anche realizzato come gioco elettronico autonomo: da Coleco, con licenza ufficiale, in formato da tavolo con schermo VFD, e da Nintendo in formato portatile LCD nella linea Game & Watch a doppio schermo. Tra i Game & Watch uscirono Donkey Kong nel 1982 e Donkey Kong II nel 1983.
Sono stati prodotti diversi cloni e varianti non ufficiali del gioco. I giochi appartenenti a questo filone vengono a volte chiamati collettivamente i giochi Kong, parola spesso presente nei titoli delle imitazioni.L'arcade Crazy Kong, molto simile all'originale, venne prodotto con regolare licenza.